# Stade municipal d'Anduva
Le Stade municipal d'Anduva (en espagnol, Estadio Municipal de Anduva ou simplement Estadio de Anduva), est un stade de football situé dans la ville de Miranda de Ebro (province de Burgos, Espagne).
Il est inauguré le 22 janvier 1950 et il appartient à la municipalité de Miranda de Ebro. C'est dans ce stade que le CD Mirandés joue ses matches,.